# كتاب الحب الفاضل
كتاب الحب الفاضل (1330 و1343) يسمى أيضاً كتاب القمص أو كتاب الأناشيد (بالإسبانية: Libro de buen amor ،Libro del Arcipreste ،Libro de los cantares). أعطي اسماً في وقت متأخر لأن المخطوطات لا تحمل عنواناً. وهي أعمال أدبية كتبها رجل دين في القرن الرابع عشر، وتتكون من منظومات شعرية طويلة ومتنوعة وزّعت على 1728 مقطع شعري. تروي هذه المقاطع سيرة ذاتية خيالية عن مغامرات عاطفية لكاتبها خوان رويث، قمّص مدينة هيتا. ويعتبر الكتاب من أهم الأعمال الأدبية في تاريخ الأدب الإسباني عامةً وليس فقط في العصور الوسطى.
يجمع الكتاب مواداً متباينة حول سيرة ذاتية مزعومة تحكي قصص الحب في حياة المؤلف الذي يظهر بشخصية السيد النبيل ميلون دي لا هويرتا في أحد أجزائه. ويقدم من خلال نماذج العشق فيه جميع طبقات المجتمع الإسباني في أواخر العصور الوسطى. يتخلل سير الأحداث الرئيسية خرافات وأساطير وحكايات رمزية، بالإضافة إلى قصص خيالية ومواعظ أخلاقية وخطب دينية وأناشيد الكفيفين وأناشيد الدارسين الجولياتيين وأشعار غنائية لادينية مثل: الجبليات – أو قصائد الغناء الريفي - (وغالبا ما تكون محاكاة ساخرة مستوحاة من قصائد الرعاة)، جنباَ إلى جنب مع تراتيل دينية أخرى كالترانيم وقصائد مدح العذراء والمسيح.
بعض الأبحاث ترى أن كتاب الحب الفاضل تأثر بمصادر عربية، بينما ترى أبحاث أخرى أن الكتاب ينحدر من الأدب اللاتيني في العصور الوسطى، وأنها تحاكي الأشعار اللاتينية التعليمية ذات الفكر الأوفيدياني في العصور الوسطى، ومن هذه الأعمال دي فيتولا De vetula وبامفيلوس Pamphilus، حيث يكون الكاتب بطلاً يخوض مغامرات حب يتخللها قصائد حول الشأن ذاته. وجدير بالذكر أن بامفيلوس مقتبس في كتاب الحب الفاضل في قصة عشق السيد النبيل ميلون والسيدة النبيلة إندرينا. ويظهر تأثير أوفيد أيضا في الترانيم الكنيسة أو في القصائد البطولية، تماماَ كما هي في قصة الصراع بين السيد النبيل كارنال والسيدة النبيلة كواريسما.
يمكن إيجاد أجناس أدبية أخرى في الكتاب مثل البكائيات مثلما نرى في مشهد موت الوسيطة تروتاكونفينتوس، وهي النموذج الأول الذي بنيت عليه مسرحية لا ثيليستينا، أو الأعمال الهجائية، كتلك المؤلفة ضد ربات البيوت الفتّيات أو ضد أية سلطة مادية تذكرنا بخرافات العصور الوسطى مثل قصة إيسوب Esopo، أو كتب التربية مثل كتاب الطرائف Facetus، وهو كتاب يعتبر التربية العشقية جزءاً من التعليم الإنساني.

## المخطوطات
وجدت ثلاث مخطوطات لكتاب الحب الفاضل. وقد دفعت الفروقات الواضحة بينها الباحث رامون مننديث بيدال إلى الاعتقاد أنها صيغت في نسخيتن مختلفتين كتبهما المؤلف في لحظات مختلفة من حياته:
<مخطوطة س> نسبة إلى مدينة سالامنكا وتنحدر على وجه التحديد من سكن سان بارتولومه الجامعي. بقيت المخطوطة زمناً في المكتبة الملكية في مدريد، ثم نقلت للاحتفاظ بها في مكتبة جامعة سالامنكا. كتبت المخطوطة في بدايات القرن الخامس عشر وهي أكثر النسخ اكتمالاً حيث تتضمن إضافات لا وجود لها في المخطوطات الأخرى. كتب ألونسو دي بارادينس ملاحظات في نهاية الكتاب حول اسم الناشر ومكان النشر وتاريخه.
<مخطوطة غ> وتسمى كذلك نسبة لحقبة بينيتو مارتينيث غايوسو. يمكن إيجادها اليوم في مكتبة الأكاديمية الملكية الإسبانية. ويرجع تاريخها إلى أواخر القرن الخامس عشر.
<مخطوطة ط> وتسمى كذلك نسبة لكاتدرائية طليطلة. يتم الاحتفاظ بها حالياً في المكتبة الوطنية في إسبانيا. يقدّر أنها كتبت في أواخر القرن الرابع عشر.

## المواضيع والبنية
كان رامون مننديث بيدال هو من اقترح عنوان الكتاب الحالي وذلك استناداً إلى مقاطع مختلفة من الكتاب نفسه، خاصّة ما جاء في الكرّاسة 993ب الذي يبتديء شطرها الأول بـ "buen amor' dixe al libro" («الحب الفاضل» قال للكتاب).
أما بالنسبة لتاريخ تأليف الكتاب، فهو يتغيّر تبعاً للمخطوطة؛ حيث يقول الكاتب في إحدى المخطوطات إنه أنهى الكتاب عام 1330، وفي أخرى يقول إنّه أنهاه عام 1343. قد يكون التاريخ الأخير هو تاريخ مراجعة نسخة عام 1330 عندما أضاف خوان رويث مكونات جديدة إلى الكتاب.
يتميّز الكتاب بتنوّعه في:
- المضمون (أمثلة، سرد عاطفي، أشعار ريفية، عناصر تعليميّة، مؤلفات غنائيّة عاطفية، الخ..).
- الوزن العروضي: تستعمل تفعيلة كواديرنا فيا (وهي مقاطع شعرية شاع استعمالها في القرنين الثالث عشر والرابع عشر تتكون من أربعة أبيات إسكندرية أحادية القافية)، بالإضافة إلى مقاطع من ست عشرة بيتاً ومقاطع زجليّة وغيرها).
- نبرة الصوت: جدّية، احتفاليّة، دينية، لادينية... الخ.

مكوّنات الكتاب الأساسيّة:
- المقدّمة: ويشرح فيها المؤلف المعنى المراد من الكتاب. يتكوّن من دعاء نظم على تفعيلة كواديرنا فيا يطلب فيه المؤلف العون من الله والسيدة العذراء. ومقدمة وعظية نثرية، وصلاة يرجو الله فيها مرة أخرى إتمام هذا الكتاب، ويختتم بقصيدتين شعريتين في مدح السيدة العذراء.
- سيرة ذاتيّة خيالية للكاتب: وهي تشكّل الموضوع الأساسي للعمل. يروي فيها حكايات عشقه مع نساء عديدات من أصول مختلفة في ظروف اجتماعيّة متعددة: راهبة أو غجريّة أو مالكة شوهدت تصلي أو خبّازة أو امرأة من طبقة رفيعة أو فتيات ريفيات عديدات.. إلخ. بمساعدة سمسارة فاحشة تسمى أورّاكا (وهو اسم طائر العقعق) وتعرف أيضاً بالوسيطة أو تروتاكونفيتوس.
- مجموعة من القصص الوعظيّة: (قصص أخلاقية وحكايات رمزيّة) اختتمت بها الفصول واستُخدمت لغرس القيم والأخلاق.
- النزاع بين الكاتب والسيّد عشق (شخصية رمزيّة): حيث يحمّل الكاتب العشق الخطايا السبع المميتة، فيما يضع الآخر المعايير لما يجب على المرأة والعاشق أن يكوناه.
- قصة عشق السيد ميلون (الشمّام) والسيدة إندرينا (الخوخ الشوكي)، اقتباساً عن بانفيلوس، كوميديا إنسانية من العصور الوسطى.
- قصّة الصراع بين السيّد كارنال (لحمي) والسيّدة كواريسما (الصوم الكبير)، وهي في الحقيقة تقليد ساخر لأناشيد البطولة في العصور الوسطى.
- تعليق على قصيدة «فنّ الحب» للشاعر الروماني أوفيد.
- هجاء يرافقه نبرة صوت ومحتوى مأخوذ عن الشعر الجولياتي، مثل التقليد الساخر للترانيم الكنَسيّة أو «أنشودة رجال الدين في تلافيرا»، أو الثناء على كراهية ربات البيوت الفتيّات، أو قصيدة هجائيّة «ضد ما يمكن أن تشتريه النقود».
- سلسلة قصائد دينيّة، غالباً قصائد مدح السيدة مريم.
- مجموعة قصائد لادينية متنوعة، كرثاء سمسارات الفاحشة وأناشيد الكفيفين وأناشيد الدارسين.

## مبررات تأليف العمل
يحيط غايات تأليف العمل غموض سببه عدم التجانس الكبير في عناصره، ففي حالات يعالج الإخلاص في الحب، وفي حالات أخرى يتطرق إلى الرغبة الجسدية في الحب.
كان مارثيلينو مينينديث أي بيلايو أول من أشار إلى الطابع الجولياتي للعمل على الرغم من نفيه للغاية الدوغماتية فيه، أي التعصب لأفكار بعينها، بينما يرى آخرون أن هذا الموقف هو سمة من سمات الشعر الجولياتي. وناقش متخصصون كثر احتمالية كتابة العمل لغايات تعليمية، ودافع كُتّاب من أمثال خوسيه أمادور دي لوس ريوس وليو سبيتزر وماريا روسا دي ليدا مالكيل عن الغاية التعليمية باعتبارها جزءاً لا يتجزأ من العمل. بينما عاب كُتّاب آخرون مثل أميريكو كاسترو وسانتشث ألبورنوث على المؤلف خوان رويث أخلاقه ووصفوه بأنه كان منافقاً أكثر من كونه تقيا. ومن جهته، يرى خوان لويس البرغ تشابها مع أعمال ثربانتس في توظيف الرواية الفروسية ليصب من خلالها سخريته ورؤيته الشخصية، مضيفاً أن «القمّص تبنى هذه الأجناس التعليمية في العصور الوسطى ليطلق العنان للتنوع الغامض لنواياه ولنظرته المتهكمة للواقع».
ويعكس العمل التعددية الثقافية في العصر الذي عاشه المؤلف. ومن بين العديد من النساء الذي حاول الوقوع في غرامهن توجد حالة واحدة يحدث فيها جماع جسدي عندما هاجمته الامرأة الريفية «الفطساء» (كانت النساء الريفيات غليظات الطبع من الشخصيات الشائعة في الأعمال الأدبية). وتوجد امرأة عربية تفتخر بموهبتها الموسيقية على تلحين موسيقى للرقص الأندلسي واليهودي. أيضا خلال الصراع بين السيد كارنال والسيدة كواريسما يسافر إلى الحي اليهودي في طليطلة، حيث يدعوه الجزارين والحاخامات إلى قضاء «يوم فاضل».
بالإضافة إلى ذلك، يحتوي الكتاب على نص قُدّم فيه احتجاجا جولياتياً على موقف خيل دي ألبورونوث الذي حاول نشر مذهب العزوبية الإجبارية في أبرشيته، وهذا يتعارض مع التقاليد الإسبانية في التسري (المساكنة بدون زواج) أو عقد تعايش بين كاهن مع امرأة، وهو عرف انتشر في مجتمع متعدد الثقافات ومصدره مذهب الاتخاذية الذي أوجده ايليباندو، وهو مطران عاش في طليطلة في القرن الثامن الميلادي، وتولدت الفكرة من التعايش بين اليهود والمسلمين والمسيحيين، وجاء ذلك في كتاب «أنشودة رجال الدين في تالافيرا» المدرج في الكتاب. واحتج في الكتاب احتجاجا غاضبا على فتوة التسري المسموح بها في الأبرشية. هذا الاحتجاج كان يمكن أن يؤدي إلى سجنه من قبل المطران لنقده لرجل دين أعلى، فضلا عن المحتوى المستفز والناقد في كتابه الذي يربطه بالأدب الجولياتي.
ودافع دانيال ايسينبيرغ عن مفهوم «الحب الفاضل»، وعرّفه على أنه حب سيدة، حب امرأة متاحة، لا شرط أن تكون عذراء أو متزوجة، أما «الحب الفاسق» الذي يشير إليه فكان حب الغلمان والفتيان.

## المؤلِّف وتاريخ التأليف
المؤلِّف ذاته يكشف عن شخصيته الحقيقية ومركزه الكنسي في مواضع عدة من العمل. "خوان رويث، قمّص ايتا" (الكراسة 19ب-س) و"أنا خوان رويث، قمّص هيتا المذكور" (س 575أ). وحتى عام 1984 حين وجد فرانسيسكو ج. هيرنانديس ذكراً لـ" «uenerabilibus Johanne Roderici archipresbitero de Fita» ليكون دليلاً نهائياً على وجود خوان رويث حقيقة، بالإضافة إلى العنوان الكنسي والإشارة إلى ذانه في الأماكن المذكورة في كتاب الحب الفاضل، ولا يعرف أحد أكثر مما ورد في هذا الشاهد التوثيقي عن حياة خوان رويث.
يمكن استنباط تاريخ كتابة العمل أيضاً من المعلومات التي تزودنا بها السجلات التاريخية. فالمخطوطة (غ) تخبرنا أن الكتاب تم إنهاؤه عام 1330. على الرغم من ذلك، في المخطوطة س، وهي تحوي مادة جديدة، يظهر التاريخ 1343. يتفق النقاد في الأغلبية على أن خوان رويث كتب فصولاً قبل تأليف كتابه، ثم ظهرت أول نسخة منه عام 1330. ثم أضاف القمّص المزيد من القصائد (على الأغلب قصائد عاطفية) ليكون الكتاب بصورته المنشورة في الوقت الحاضر.